# Renault Clio II
Il nome Clio II identifica la seconda serie della Renault Clio, un'autovettura di fascia bassa (segmento B) prodotta tra il 1998 ed il 2012 dalla Casa automobilistica francese Renault.

## Storia

### Nascita del modello
L'avvio del progetto X65, che avrebbe portato alla nascita della seconda generazione della Clio, risale alla prima metà degli anni novanta, poco dopo l'arrivo di Louis Schweitzer, che sostituì Raymond Lévy alla presidenza della Renault. I lavori cominciarono a ritmo sostenuto, tanto che già nell'estate del 1994 già trapelarono le prime indiscrezioni su quale sarebbe stato l'aspetto della vettura definitiva. Tuttavia, alla Renault non si volle esagerare con i tempi, poiché la prima generazione della Clio, arrivata a quel punto solo al primo dei suoi aggiornamenti, stava ancora godendo di ampi consensi, rivelandosi così un ottimo successo di vendite. Non si volle quindi rovinare la piazza al redditizio modello lanciato appena quattro anni prima. Inoltre vi fu ancora tutta una lunga serie di test da effettuare, su strada e non, per cui nonostante il grosso del progetto fosse già stato concretizzato, non fu ancora il momento di lanciare il nuovo modello.
Il momento giusto arrivò nel marzo del 1998, quando la Clio II venne svelata nella sua veste definitiva al Salone di Ginevra.

#### Design interno ed esterno
Rispetto alla prima serie della Clio, il nuovo modello proponeva un corpo vettura leggermente più generoso in lunghezza, larghezza ed altezza, anche se l'interasse era invariato. La Clio II sfoggiava una linea del tutto inedita, nata dall'équipe guidata da Patrick Le Quément e caratterizzata da linee tondeggianti ovunque, secondo il miglior stile degli anni novanta, ma reinterpretato in maniera personale. Il frontale, con la sua calandra stretta, si ricollegava in maniera evidente alla Clio I, ma i gruppi ottici erano sensibilmente più grandi, sempre tondeggianti, ma di forma più irregolare rispetto alle ultime Clio di prima generazione. La fiancata era caratterizzata da superfici lisce ovunque e la differente caratterizzazione tra la versione a 3 porte e quella a 5 era visibile soprattutto nella parte posteriore, dove la versione a 3 porte presentava un finestrino fisso in un sol pezzo, mentre la 5 porte montava un finestrino diviso in due parti. Inoltre, nella 3 porte la zona posteriore della linea di cintura tendeva a salire di più, conferendo maggior sportività alla linea della vettura. In entrambi i casi, l'andamento del padiglione era discendente nella zona posteriore, andando così a raccordarsi perfettamente con il particolare disegno della coda. Quest'ultima era infatti la parte più riuscita e personale dell'intera vettura: nella sua realizzazione, l'équipe di Le Quément si ispirò chiaramente alla concept Ludo. Spiccano il lunotto convesso ed avvolgente, nonché il cofano bombato, quasi un abbozzo di mezzo volume in più (anche se in realtà non è così). Altro elemento distintivo era il particolare disegno "a falce" dei gruppi ottici posteriori.
L'abitacolo della Clio II era all'incirca spazioso come la Clio precedente, ma l'abitabilità dei passeggeri posteriori era migliorata grazie al ridisegno del divanetto, sebbene l'andamento del tetto penalizzasse un po' i passeggeri di statura più alta. I sedili erano stati ridisegnati per evitare, in caso di urto frontale, che il corpo del conducente o del passeggero anteriore scivolasse sotto la cintura di sicurezza. Inoltre, a richiesta era possibile arricchire la vettura con una serie completa di airbag: quello per il conducente era di serie, mentre gli altri erano optional. Inoltre, i poggiatesta erano disegnati su un'intelaiatura studiata appositamente per evitare i colpi di frusta in caso di urto. Il posto guida, particolarmente ergonomico, proponeva una plancia completamente ridisegnata e molto più tondeggiante. Essa richiamava quanto già proposto due anni prima nella prima generazione della Kangoo, con un cruscotto di forma ellissoidale e suddiviso in più spicchi ognuno dei quali racchiudeva uno strumento o anche due, oppure un gruppo di spie luminose, tutti intorno al tachimetro di forma circolare. L'abitacolo era inoltre ricco di vani portaoggetti, mentre il bagagliaio non ha subito particolari aumenti nella sua volumetria interna, ma disponeva di una traversa in grado di trattenere i bagagli in caso di incidente frontale.

#### Struttura, meccanica e motori
Dal punto di vista strutturale, la Clio II era una vettura completamente nuova rispetto al modello uscente: il nuovo telaio aveva in comune con quello della Clio I solo la misura del passo, ma per il resto era molto più moderno ed evoluto, specialmente sotto il profilo della sicurezza passiva. In generale, la scocca è stata rinforzata, con particolare attenzione nella zona frontale. Le traverse sono maggiorate ed i longheroni sono stati realizzati in acciaio altoresistenziale. Anche le barre nelle portiere e la traversa del tetto erano state irrobustite. Tutto ciò, per soddisfare le più stringenti normative sulla sicurezza che sarebbero entrate in vigore qualche mese dopo il debutto della Clio II. L'attenzione al fattore sicurezza fruttò alla Clio II le quattro stelle EuroNCAP ottenute in seguito ai risultati del crash test, un buon risultato in confronto alle due stelle della prima Clio.
Per quanto riguarda le sospensioni, la Clio II proponeva un classico avantreno di tipo MacPherson, solo leggermente aggiornato per ottimizzarne il comfort e ridurne il rollio in curva; la vera novità stava invece nel retrotreno, non più a ruote indipendenti con barre di torsione, ma a ruote interconnesse con ponte flessibile "ad H". su entrambi gli assi erano previste molle elicoidali, ammortizzatori idraulici telescopici e barre antirollio. L'impianto frenante, a doppio circuito idraulico, era di tipo misto su tutte le versioni previste per la gamma d'esordio, anche se la versione di punta con motore 1.6 montava all'avantreno dei dischi autoventilanti. Lo sterzo era a cremagliera ed era servoassistito.
Per quanto riguarda i motori, la Clio II era disponibile al suo debutto in quattro motorizzazioni, tutte monoalbero, di cui tre a benzina ed una diesel:
- 1.2: si tratta del motore D7F da 1149 cm³, in grado di erogare 58 CV di potenza massima;
- 1.4: motore E7 J da 1390 cm³, con potenza massima di 75 CV;
- 1.6: motore K7M da 1598 cm³ e potenza massima di 90 CV;
- 1.9 D: motore diesel aspirato F8Q da 1870 cm³ con alimentazione ad iniezione indiretta e potenza massima di 64 CV.

In genere, il cambio era manuale a 5 marce, ma a richiesta, e solo in abbinamento al motore 1.6, era possibile avere un cambio automatico Proactive a 4 rapporti con adattamento automatico allo stile di guida del conducente.

#### Allestimenti e dotazioni
Quattro erano anche gli allestimenti previsti per la gamma d'esordio della Clio II:
- RT, allestimento di base previsto per tutte le motorizzazioni tranne il 1.6 e che comprendeva tra l'altro: airbag lato guida, climatizzatore, servosterzo e correttore assetto fari;
- SI, allestimento di base, previsto unicamente in abbinamento al motore 1.6 e comprendente quanto già visto nel livello RT. In pratica è come il livello RT, ma con il motore 1.6 a fare da differenza;
- RXE, allestimento di livello medio previsto per tutti i motori tranne il 1.2 di base, e comprendente quanto già visto nei due allestimenti di base, ma con in più i retrovisori esterni a regolazione elettrica;
- RXT, allestimento di punta previsto solo in abbinamento con il motore 1.6 e la cui dotazione di serie integrava anche l'airbag per il passeggero anteriore, gli airbag laterali e l'ABS.

Le versioni con cambio automatico Proactive, pur non figurando nei listini con nessuna sigla che ne identificava l'allestimento, erano però di fatto provviste di allestimento RXT.
Dal marzo 1999 esce la versione speciale "One O One",in sostanza una RT con Radio cd di serie e doppio airbag ispirata all'omonima radio,sia 3 che 5 porte con motori 1.2 58cv che 1.4 75cv
Dal gennaio del 2000 uscì una versione speciale denominata "Mtv", cioè con il nome del famoso canale musicale televisivo "Mtv, Music Television", dotata di radio di serie e doppio airbag, si distingueva per il logo "Mtv" sul portellone sopra al logo Clio e sulle fiancate sulla banda paracolpi in plastica, sedili in tessuto con logo "Mtv", paraurti e retrovisori in tinta, fari fendinebbia, volante regolabile in altezza, climatizzatore manuale e strumentazione a fondo bianco, optional i cerchi in lega e la vernice metallizzata.
In entrambe le motorizzazioni era disponibile sia a 3 che a 5 porte. Termina la produzione di questa versione nell'Ottobre 2000 come
Questa versione era dotata inizialmente del motore 1.2 da 58 Cv, e a partire dal maggio di quello stesso anno si affiancò il 1.4 16v da 98 cv.
1.4 16v da 98 cv debutto nell'ottobre 1999 con l'allestimento "Max",che nel gennaio 2001 porta al debutto il 1.9 dTi 80cv, versione ispirata alla famosa rivista maschile "Max", si distingueva per il logo "Max" sul portellone sopra al logo Clio e sulle fiancate sopra alla banda paracolpi in plastica, dotata di interni sportivi parzialmente in pelle con sedile guida e volante regolabili, doppio airbag, inediti cerchi a cinque razze sdoppiate, spoiler posteriore, fendinebbia, paraurti e retrovisori in tinta, climatizzatore manuale e strumentazione a fondo bianco e fari lenticolari sdoppiati della 1.6 16v,disponibile sia a 3 che 5 porte, la 5 porte aggiungeva gli appoggiatesta posteriori di serie.
Nel 2001 viene introdotto il 1.2 16v da 75 cv con la presentazione della serie speciale "Vitaminic" sia a 3 che 5 porte dotata dello stesso allestimento della clio Max senza la pelle sui sedili ma con in dotazione autoradio a casetta con comandi al volante e un lettore mp3 di serie con adattatore a cassetta.

### Evoluzione

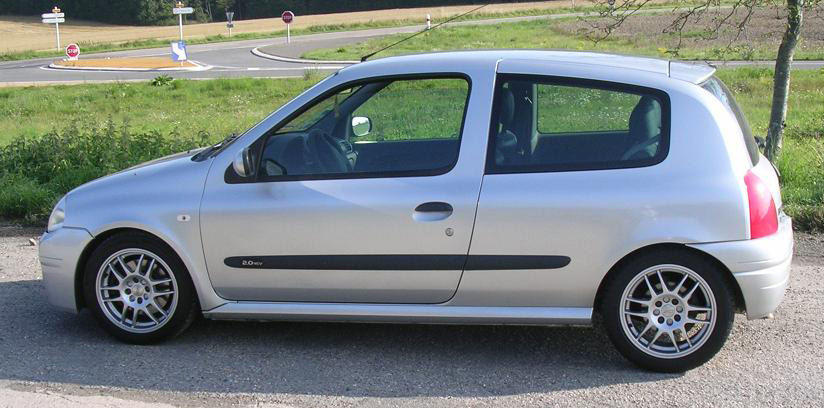
Una Clio RS, erede dell'indimenticata Clio Williams

Come già la prima serie, così anche la Clio II cominciò ad essere prodotta nello stabilimento francese di Flins, ma entro poco tempo la sua produzione si sarebbe estesa anche a diversi altri stabilimenti sparsi in tutto il mondo. Fino alla fine del 1998 non vi furono cambiamenti alla gamma.
Nel 1999 la gamma si arricchì con due nuove motorizzazioni, vale a dire il 1.4 16v da 98 CV ed il 1.6 16v da 108 CV; nello stesso anno esordirono nuovi allestimenti: quello di base, denominato semplicemente RN, e quello di punta, detto Initiale; a metà strada fra i due vi erano inoltre gli allestimenti speciali One-o-One e Max.
Nel 2000 vi furono numerose novità di spessore: la versione 1.9 D venne affiancata dalla Clio 1.9 dTi, prima Clio con motore turbodiesel e alimentazione ad iniezione diretta. La potenza massima era di 80 CV. Le altre grosse novità riguardarono l'arrivo di due versioni sportive: da una parte la Clio 2.0 16v RS, con motore derivato da quello della Williams, ma che in questo caso venne portato a 172 CV; dall'altra la Clio 3.0 V6, dalle caratteristiche tecniche profondamente riviste, con motore non più in posizione anteriore, bensì posteriore centrale, al posto del divanetto posteriore. Tale motore, da 3 litri di cilindrata, raggiungeva una potenza massima di 230 CV. Sempre nel 2000, la 1.6 8v uscì dai listini ed il cambio automatico Proactive, evidentemente poco richiesto, sparì dalla lista optional della Clio II.

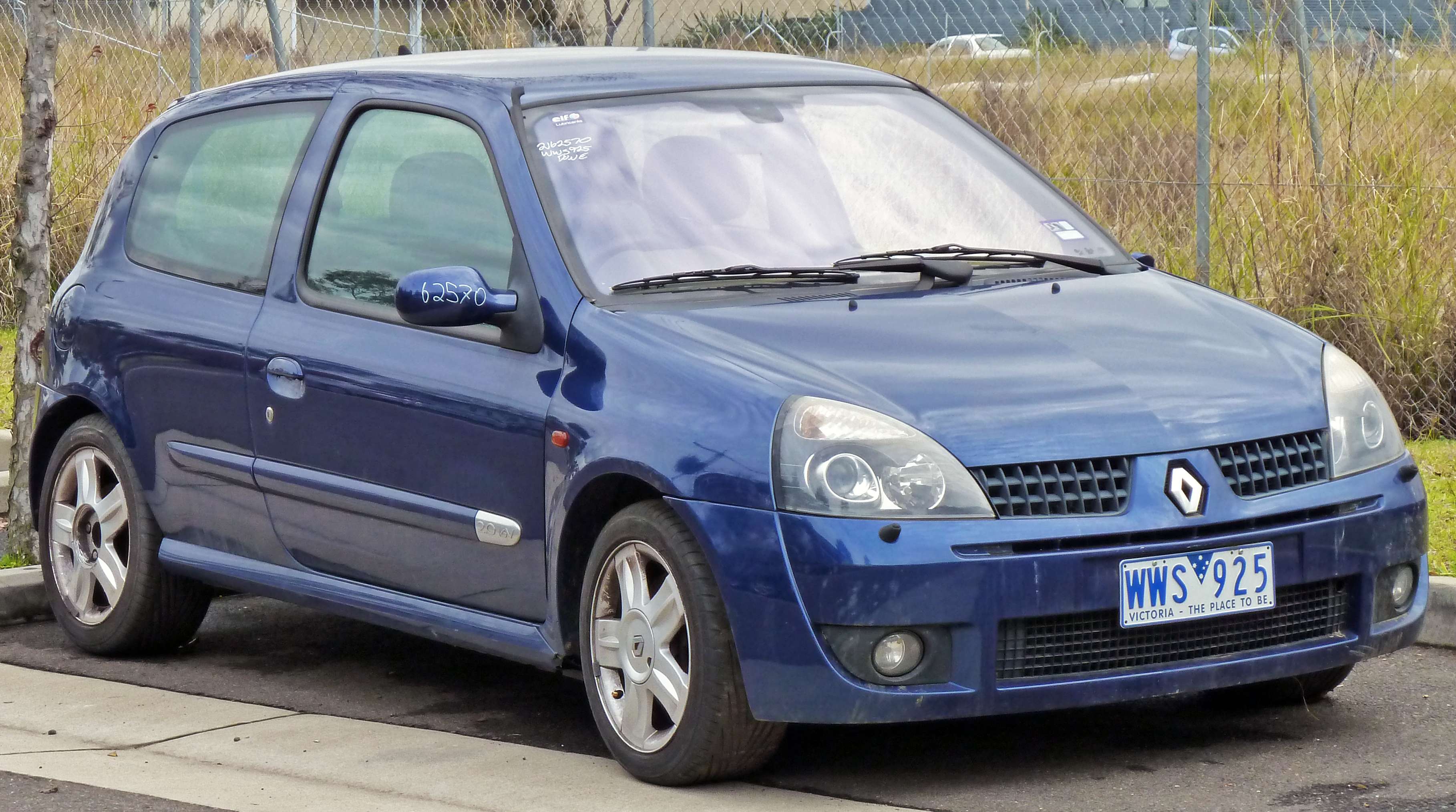
Una Clio II dopo il restyling del 2001

Nel giugno del 2001, a poco più di tre anni dal lancio, la Clio II fu sottoposta al primo dei due aggiornamenti che l'avrebbero interessata nel corso della sua carriera: per meglio fronteggiare una concorrenza agguerrita, la vettura rinunciò ai due grossi gruppi ottici ovoidali in favore di due gruppi ottici triangolari, dal disegno più aggressivo. Del resto si era all'alba di un nuovo decennio e Patrick Le Quément decise che era ora di proporre il nuovo corso stilistico della Renault, che sarebbe stato caratterizzato da spigoli vivi misti a curve al posto delle linee tondeggianti imperanti fino a quel momento. Contemporaneamente, la calandra smise di essere poco più di una semplice feritoia ed assunse una propria fisionomia, proponendosi con una ben più evidente griglia in plastica nera, divisa a metà da un prolungamento del cofano motore che andava ad integrare lo stemma a losanga della Casa francese. Gli interni furono rinnovati con un nuovo volante, cruscotto e materiali. Posteriormente, i fari conservarono la medesima forma, ma cambiò la grafica delle plastiche. Altri aggiornamenti estetici interessarono alcuni particolari come gli specchietti retrovisori esterni. Molte novità si ebbero anche sul fronte dei propulsori: tra le varianti a benzina vi fu l'arrivo del 1.2 16v da 75 CV, che non sostituì, bensì affiancò il 1.2 monoalbero da 59 CV; tra i motori a gasolio, invece, spiccò l'arrivo del 1.5 dCi da 65 CV, che portò al debutto la tecnologia common rail su una Renault e andò a sostituire l'antiquato 1.9 aspirato a gasolio. Nella lista optional ritornò il cambio automatico a 4 rapporti (di serie sulla 1.4 16v Proactive), ma soprattutto arrivarono gli airbag a tendina, che a richiesta potevano integrare quelli frontali, oramai entrambi di serie. Degno di nota anche l'arrivo, tra gli optional, del navigatore satellitare. Gli allestimenti previsti per la Clio II così rinnovata furono denominati: Authentique, Expression, Dynamique e Privilège. Il restyling della Clio II interessò anche la versione RS, ma non la V6, che conservò ancora per un paio di anni lo styling delle prime Clio II.
Nel 2002 le novità riguardarono più che altro gli allestimenti: in affiancamento ai già citati livelli di allestimento introdotti con il restyling dell'anno prima, arrivarono anche gli allestimenti Symbol, Reebok (evoluzione arricchita della Expression, dotata di 5 tinte carrozzeria tra l'altro l'esclusiva "Blu Cicladi", questo allestimento comprendeva di serie, volante sportivo regolabile in altezza e rivestito in pelle, computer di bordo, inserti blu sul pomello del cambio e sulla plancia, paraurti in tinta, spoiler posteriore anch'esso in tinta carrozzeria, retrovisori in tinta e regolabili elettricamente, radiosat 6000 Cd, fari fendinebbia, ABS con ripartitore elettronico della frenata, Airbag frontali e laterali, climatizzatore manuale, sedili sportivi in tessuto bicolore blu/antracite di cui quello lato guida regolabile in altezza e a livello lombare, optional cerchi in lega da 15 pollici, climatizzatore automatico, tetto apribile elettrico, navigatore satellitare e vernice metallizzata) ed Initiale che presentava un allestimento esclusivo e con una dotazione di accessori ai livelli di auto di categoria premium: interno in pelle misto alcantara,inserti in legno su plancia, pannello portiera e pomolo del cambio, luci supplementari di cortesia sul pannello portiera, battitacco in acciaio con logo INITIALE, climatizzatore automatico, cruise control con comandi al volante, fari xenon, sensore pioggia e luci ,caricatore 6cd a sei casse 4x40w, tasca porta oggetti rivestita in pelle  ricavata sotto la cappelliera del baule con chiusura a zip,cerchi in lega specifici da 15'', fasce paracolpi sulle fiancate in tinta con la carrozzeria. Ma non mancò neppure una novità motoristica, rappresentata dal nuovo 1.5 dCi proposto con potenza di 82 CV.
Nel giugno del 2003, anche la Clio 3.0 V6 beneficiò degli aggiornamenti estetici introdotti due anni prima sulle altre Clio, aggiornamenti che furono in parte adattati ai differenti ingombri ed alla differente sagoma della carrozzeria. Per l'occasione, il potente V6 fu oggetto di un profondo aggiornamento che ne portò la potenza massima a 255 CV.
Nel 2004, arrivarono ancora nuovi allestimenti (Ice, Nokia, ecc.), ma soprattutto arrivò una terza declinazione del 1.5 dCi, stavolta della potenza massima di 100 CV, il quale andò ad affiancare le altre due. Inoltre, la sportiva RS vide il proprio propulsore passare da 172 a 182 CV.
Nel settembre del 2005 vi fu il lancio della terza serie, ma la Clio II continuò ad essere prodotta negli ultimi mesi dell'anno con una gamma più semplificata e con un unico allestimento denominato Fairway. Tra l'altro vi fu un'altra novità, per quell'ultima parte dell'anno: dall'ottobre al dicembre 2005 la Clio II fu proposta anche con motore 1.5 dCi da 68 CV, che semplicemente affiancò l'unità da 65 CV senza sostituirla. Nel gennaio del 2006 la Clio II, sparì dai listini, ma solo in quanto Clio II. In realtà si era appena aperta una nuova fase nella carriera commerciale della piccola francese.

#### La Clio Campus
L'arrivo della terza serie della Clio, nella seconda metà del 2005, non comportò l'uscita della seconda serie dai listini, ma anzi la sua riproposizione nella gamma Renault, con alcuni piccoli aggiornamenti estetici ed interni, ad una gamma di versioni semplificata. Questo per arricchire la gamma con una variante intermedia che andasse a colmare il vuoto tra la Clio III, caratterizzata da maggiori ingombri, e la Twingo, seguendo una politica commerciale adottata in quel periodo anche da altre Case generaliste (tra i primi esempi ci fu la Ford Fiesta Mk3, che nel 1995 prese il nome di Fiesta Pro con il lancio della Fiesta Mk4, poi ci furono la Fiat Punto Mk2, denominata Punto Classic dopo il lancio della Grande Punto nel 2005, e la Peugeot 206, rimasta in listino come 206 al momento del lancio della Peugeot 207 nel 2006, ed in seguito ulteriormente rinnovata e commercializzata come 206 Plus dopo 3 anni).
La Clio II rinata a nuova vita fu riproposta per quasi tutta l'Europa con la denominazione di Clio Campus: solo in Italia la vettura fu commercializzata come Clio Storia, un modello arrivato solo nel gennaio del 2006, mentre per gli ultimi mesi del 2005 ha continuato ad essere commercializzato come Clio e con un unico allestimento denominato Fairway. In ogni caso la Clio II prodotta a partire dal 2005 ha beneficiato di alcuni aggiornamenti estetici, visibili soprattutto nel ridisegnamento dei paraurti e del cofano posteriore, che non integrò più l'incavo per l'alloggiamento della targa, la quale venne spostata sul paraurti posteriore. La gamma iniziale della Clio Campus/Storia era quasi la stessa delle Clio Fairway di fine 2005 ed era quindi composta da quattro motori: il 1.2 monoalbero da 58 CV, il 1.2 16v da 75 CV ed il 1.5 dCi, qui unicamente nella versione da 68 CV.
Inizialmente la vettura era disponibile sia in versione a 3 che a 5 porte, ma nel 2008 rimase solo quest'ultima versione, per permettere di abbassare ulteriormente i prezzi senza competere "in casa" con la nuova versione della Twingo. Nel frattempo la gamma si arricchì con l'arrivo, alla fine del 2006, della versione 1.2 a GPL, prima Clio ad alimentazione bi-fuel. Nel 2007, invece, la 1.5 dCi vide la propria potenza scendere da 68 a 65 CV, mentre vi fu l'arrivo della 1.5 dCi da 85 CV.
La crisi economica di fine anni 2000 ha fatto in modo da mantenere la Clio seconda serie in listino ancora per diverso tempo. Persino quando nel luglio 2009 la terza serie della Clio era già arrivata al suo restyling e la stampa specializzata ha iniziato a parlare della quarta serie, diffondendo anche alcuni rendering grafici di come avrebbe potuto essere il nuovo modello, la Clio Campus è rimasta presente nei listini Renault, anzi: nello stesso mese di luglio del 2009 la vettura ha subito un altro restyling leggero, visibile nella forma del paraurti e della griglia anteriore. a quel punto rimanevano due sole motorizzazioni: il 1.2 benzina da 58CV ed il 1.5 dCi da 64 CV. I prezzi erano rispettivamente di 11.100 e 13.100 euro. La Clio Storia è uscita dal mercato italiano nel 2011, mentre la Clio Campus continua ad essere venduta per quasi tutto il 2012 in alcuni mercati europei. In Francia, a partire dalla fine dell'estate 2012, la Campus è stata proposta in un'edizione speciale di commiato, denominata Bye Bye come da tradizione della casa francese (così fu in passato anche per la Renault 4 e la Renault Supercinque) e con la quale si intende chiudere definitivamente la produzione della Clio più longeva di sempre. Nello stesso periodo sono state diffuse le prime immagini ufficiali della Clio IV.

#### Le Clio II sportive
Le versioni sportive della Clio II, che hanno ripreso il testimone dei modelli precedenti e continuato la tradizione della Casa francese nel settore delle "piccole sportive", meritano per questo un paragrafo a parte. La prima di queste versioni ad esordire sulla scena automobilistica fu la RS 2.0 16v, vera erede della Clio Williams basata sulla precedente Clio. Esternamente, gli interventi per distinguere la RS dalle altre Clio II erano stati piuttosto discreti ma efficaci, e concentrati quasi tutti nel frontale, dove spiccavano le nuove prese d'aria nel paraurti ed i fendinebbia specifici. Lateralmente erano presenti minigonne per rendere più grintosa la vista di lato. Il propulsore della RS era il 4 cilindri in linea di 1998 cm³, derivato direttamente da quello della Williams, ma rivisto nella distribuzione nientemeno che dalla Mecachrome, ossia l'azienda che in quel periodo si occupava dei motori di Formula 1 che la Renault, ritirandosi dalla massima serie automobilistica, cedette proprio all'azienda canadese, la quale poi li passò alle scuderie Benetton ed Arrows. Nella sua nuova configurazione, il motore giunse ad erogare fino a 172 CV (contro i 147 della Williams), spingendo così la vettura fino ad una velocità di punta di 220 km/h. Con il restyling del 2001, la RS si uniformò ai nuovi canoni stilistici. Nel 2004, la potenza del propulsore venne innalzata fino a 182 CV: la velocità massima rimase invariata, ma migliorò lo scatto da 0 a 100 km/h (da 7"3 a 7"1). Nel 2005 la RS venne tolta dai listini per fare spazio all'imminente arrivo della nuova versione basata sulla Clio III. Durante la sua carriera, la RS su base Clio II fu proposta anche in alcune edizioni limitate, come la Jean Ragnotti e la Team.
Un ruolo commerciale ancor più di nicchia fu rivestito dalla Clio V6, una vettura che delle normali Clio II conservava solo la parentela stilistica riscontrabile in alcuni lamierati. Anticipata dal prototipo esposto nell'ottobre 1998, la V6 fu introdotta nel novembre del 2000. Immediatamente riconoscibile per i vistosi passaruota allargati, per le prese d'aria laterali e per le conseguenti modifiche ai paraurti, la Clio V6 era una sportiva biposto dotata di motore sistemato in posizione posteriore centrale. Questo particolare modello era un richiamo al passato, alla precedente Renault 5 Turbo, con le quali condivideva tra l'altro lo schema meccanico generale, del tipo "tutto dietro". Infatti, la V6 non era semplicemente una Clio allargata, perché la base meccanica era completamente diversa, a partire dalla piattaforma completamente rivista poiché comprendeva rinforzi particolari nella zona in cui avrebbe dovuto esserci il divanetto posteriore e dove invece è stato montato il motore. Anche il comparto sospensioni è stato modificato, specialmente per quanto riguarda il retrotreno, provvisto di un telaietto per il sostegno del propulsore. La geometria vera e propria dell'assale posteriore prevedeva invece uno schema a bracci multipli in luogo delle ruote interconnesse. Anteriormente era presente invece un MacPherson, ma ottimizzato per il tipo di applicazione in oggetto, con una barra antirollio maggiorata. Evidente la maggiorazione delle carreggiate, aumentate di 110 mm all'avantreno e di 138 mm al retrotreno, così come la presenza di cerchi da 17 pollici, con gommatura differenziata tra anteriore e posteriore (205/50 davanti e 235/45 dietro). Ciò che balzava meno all'occhio era il leggero aumento del passo (da 2.472 mm a 2.510 mm), voluto per ottenere una miglior stabilità su strada. L'impianto frenante era a quattro dischi autoventilanti (da 330 mm all'avantreno e da 300 mm al retrotreno).
Per quanto riguarda il propulsore, esso derivava dal 3 litri L7X sviluppato in collaborazione con Peugeot (era montato anche sulle ammiraglie dei due marchi francesi), ma fu rivisto in profondità dalla TWR in collaborazione con la Renault Sport. Il risultato fu un innalzamento della potenza massima da 207 a 230 CV. Anche il cambio a 6 marce era specifico, sebbene derivato dal 5 marce della RS. Le prestazioni erano: 235 km/h di velocità massima e scatto da 0 a100 km/h in 6"4. Grazie alle sue caratteristiche strutturali e concettuali, la V6 non ebbe rivali dirette, ma solo possibili alternative nel segmento delle vetture compatte e/o con potenze analoghe. Mentre le altre Clio II beneficiarono già nel 2001 del restyling di mezza età, la V6 vi giunse solo nel 2003: per l'occasione, anche il comparto meccanico fu rivisto in maniera decisa, stavolta dalla sola Renault Sport di Dieppe (l'ex-stabilimento Alpine-Renault), che ne modificò i rinforzi della scocca, gli attacchi del telaietto ausiliario per il motore, il retrotreno multilink ora ottimizzato. L'impianto frenante rimase il medesimo, ma fu il motore a subire gli interventi più interessanti, poiché venne portato stavolta ad una potenza massima di 255 CV. Ciò si tradusse in una velocità massima di 245 km/h ed in una accelerazione da 0 a 100 km/h in 5"8, con una stabilità su strada ulteriormente migliorata grazie all'adozione di nuovi cerchi da 18 pollici.
Per la Clio V6 è stato anche creato un campionato monomarca svoltosi tra il 1999 e il 2001.

#### Le altre Clio II

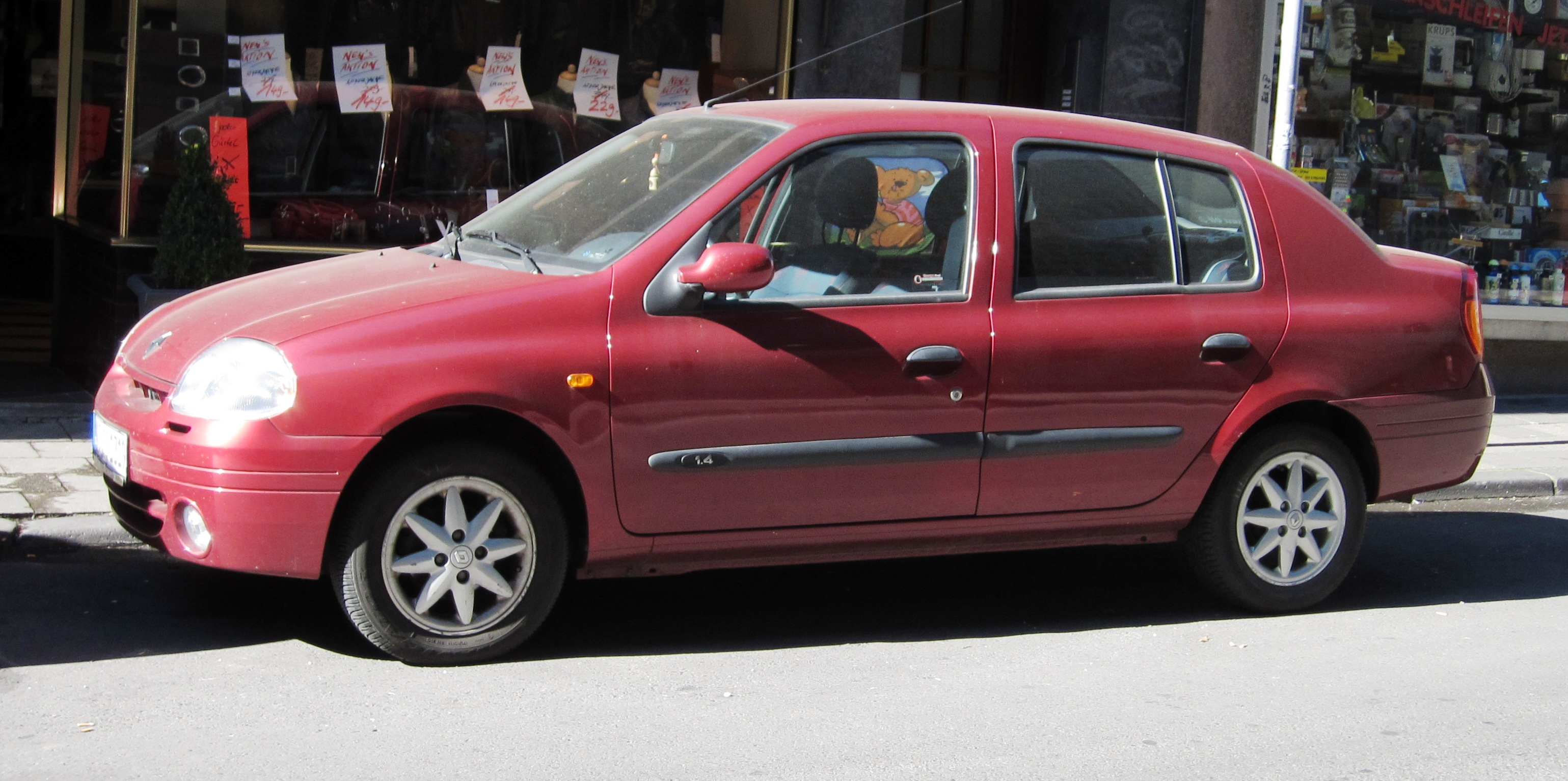
Una delle prime Renault Thalia

In diversi altri mercati, europei e non, la Clio II era stata commercializzata anche con carrozzeria a tre volumi, e con denominazioni differenti a seconda dei mercati di destinazione. Così, per esempio, la stessa Clio II a tre volumi era nota come Renault Thalia (nei Paesi dell'Europa dell'Est), Renault Symbol (in Sudamerica), e poi ancora Clio Classic e addirittura con il marchio Nissan e nome Platina (per esempio in Messico): in quest'ultima configurazione, il frontale era stato rivisto per uniformarsi maggiormente al family feeling dei modelli Nissan. Quanto alla Symbol II, essa fu introdotta nel 2008 per sostituire la prima Symbol, ma la base meccanica continuò ad essere la stessa della Clio II, e non quella della più moderna Clio III. In ogni caso, i motori utilizzati erano il 1.2 monoalbero, i 1.4 monoalbero e bialbero (75 e 98 CV), ed il 1.5 dCi da 82 CV.

### Riepilogo caratteristiche

#### Clio II
Di seguito vengono riepilogate le caratteristiche relative ai modelli previsti per la gamma Clio II. Gli allestimenti riportati sono quelli previsti per il mercato italiano, i prezzi sono invece espressi in Euro e fanno riferimento al livello di allestimento meno costoso ed al momento del debutto nel mercato italiano (le versioni debuttanti nel 1998 riportano anche il prezzo in lire nelle note in calce).
| Modello | Allestimenti previsti                                                   | Motore  | Cilindrata cm³ | Potenza CV/rpm | Coppia Nm/rpm | Trazione | Cambio/ N°rapporti | Freni ant./post. | Massa a vuoto (kg) | Velocità max | Acceler. 0–100 km/h | Consumo (l/100 km) | Anni di produzione | Prezzo al debutto |
| Versioni a benzina |                                                                         |         |                |                |               |          |                    |                  |                    |              |                     |                    |                    |                   |
| Clio 1.2 | RN, RT, RXE, Symbol, Ice, Authentique, Fairway                          | D7F     | 1149           | 58/5250        | 93/2500       | A        | M/5                | D/T              | 880                | 160          | 15"                 | 6.5                | 1998-05            | 10.3031           |
| Clio 1.2 16v | Expression, Privilege, Symbol, Dynamique, Fairway                       | D4F     | 1149           | 75/5500        | 105/3500      | A        | M/5                | D/T              | 910                | 170          | 13"                 | 6.2                | 2001-05            | 12.151            |
| Clio 1.4 | RT, RXE SI, One-o-One                                                   | E7J     | 1390           | 75/5500        | 114/4250      | A        | M/5                | D/T              | 940                | 170          | 12"1                | 7.1                | 1998-01            | 10.820²           |
| Clio 1.4 16v | RXE, SI, Max, Limited , Expression, Privilege, Dynamique, Initiale      | K4 J    | 1390           | 98/6000        | 127/3750      | A        | M/5                | DA/T             | 980                | 186          | 10"5                | 6.9                | 1999-05            | 11.668            |
| Clio 1.4 16v Proactive | RXE, Initiale                                                           | K4 J    | 1390           | 98/6000        | 127/3750      | A        | A/4                | DA/T             | 1.010              | 181          | 10"9                | 7.6                | 2001-03            | 13.151            |
| Clio 1.6 | SI, RXE, RXT                                                            | K7M     | 1598           | 90/5000        | 137/4000      | A        | M/5                | DA/T             | 965                | 181          | 10"6                | 7.6                | 1998-2000          | 11.853³           |
| Clio 1.6 Proactive | RXT                                                                     | K7M     | 1598           | 90/5000        | 137/4000      | A        | A/4                | DA/T             | 980                | 175          | 12"9                | 8.1                | 1998-2000          | 12.8604           |
| Clio 1.6 16v | base, Initiale, Dynamique                                               | K4M     | 1598           | 107/5250       | 148/3750      | A        | M/5                | DA/T             | 995                | 195          | 9"6                 | 7.6                | 1999-05            | 13.475            |
| Clio 2.0 16v | RS                                                                      | F4R     | 1998           | 172/6250       | 200/5400      | A        | M/5                | DA/D             | 1.035              | 220          | 7"3                 | 8.3                | 2000-04            | 19.156            |
| Clio 2.0 16v | RS                                                                      | F4R     | 1998           | 182/6500       | 200/5250      | A        | M/5                | DA/D             | 1.035              | 222          | 7"1                 | 8.8                | 2004-05            | 20.151            |
| Clio 3.0 V6 | -                                                                       | L7X-TWR | 2946           | 230/6000       | 300/3750      | P        | M/6                | DA/DA            | 1.260              | 235          | 6"4                 | 11.7               | 2000-03            | 36.303            |
| Clio 3.0 V6 | -                                                                       | L7X-RS  | 2946           | 255/7150       | 300/4650      | P        | M/6                | DA/DA            | 1.325              | 245          | 5"8                 | 12.4               | 2003-05            | 40.151            |
| Versioni a gasolio |                                                                         |         |                |                |               |          |                    |                  |                    |              |                     |                    |                    |                   |
| Clio 1.9 D | RT, RN, RXE                                                             | F8Q     | 1870           | 64/4500        | 118/2250      | A        | M/5                | DA/T             | 975                | 161          | 15"4                | 6.3                | 1998-01            | 11.5435           |
| Clio 1.9 dTi | SI, RXE                                                                 | F9Q     | 1870           | 80/4000        | 160/2000      | A        | M/5                | DA/T             | 975                | 174          | 12"8                | 5.4                | 2000-01            | 13.527            |
| Clio 1.5 dCi | Authentique, Expression, Symbol, Reebok, Privilege, Ice, Nokia, Fairway | K9K     | 1461           | 65/4000        | 160/2000      | A        | M/5                | DA/T             | 960                | 162          | 15"                 | 4.5                | 2001-05            | 12.051            |
| Clio 1.5 dCi | Fairway                                                                 | K9K     | 1461           | 68/4000        | 160/1700      | A        | M/5                | DA/T             | 960                | 165          | 14"5                | 4.4                | 10-2005/12-2005    | 13.531            |
| Clio 1.5 dCi | Expression, Reebok, Dynamique, Privilege, Initiale, Ice, Nokia          | K9K     | 1461           | 82/4000        | 185/2000      | A        | M/5                | DA/T             | 960                | 175          | 12"2                | 4.4                | 2002-05            | 13.851            |
| Clio 1.5 dCi | Confort, Dynamique, Privilege, Initiale                                 | K9K     | 1461           | 100/4000       | 200/1900      | A        | M/5                | DA/T             | 980                | 185          | 10"6                | 4.5                | 2004-05            | 16.231            |
| Legenda: M/5 = cambio manuale a 5 marce; M/6 = cambio manuale a 6 marce; A/4 = cambio automatico a 4 rapporti; D = freno a disco; DA = freno a disco autoventilato; T = freno a tamburo |                                                                         |         |                |                |               |          |                    |                  |                    |              |                     |                    |                    |                   |
| Note: 1Listino reale: 19.950.000 lire ²Listino reale: 20.950.000 lire ³Listino reale: 22.950.000 lire 4Listino reale: 24.900.000 lire 5Listino reale: 22.350.000 lire                   |                                                                         |         |                |                |               |          |                    |                  |                    |              |                     |                    |                    |                   |

#### Clio Campus
La seguente tabella riassume i dati delle versioni previste per la gamma Clio Campus (2005-12), in Italia nota come Clio Storia (2006-11). I livelli di allestimento sono quelli previsti per il mercato italiano, mentre i prezzi sono in Euro e fanno riferimento al livello di allestimento meno costoso ed al momento del debutto nel mercato italiano:
| Modello                    | Allestimenti previsti          | Motore | Cilindrata cm³ | Potenza CV/rpm | Coppia Nm/rpm | Massa a vuoto (kg) | Velocità max | Acceler. 0–100 km/h | Consumo (l/100 km) | Emissioni CO2 (g/km) | Anni di produzione | Prezzo al debutto |
| Versioni a benzina         |                                |        |                |                |               |                    |              |                     |                    |                      |                    |                   |
| Clio Campus/Storia 1.2     | base, Pack, Confort, Dynamique | D7F    | 1149           | 58/5250        | 93/2500       | 880                | 158          | 15"                 | 6.3                | 143                  | 2005-12            | 11.741            |
| Clio Campus/Storia 1.2 16v | base, Confort, Dynamique       | D4F    | 1149           | 75/5500        | 105/3500      | 910                | 170          | 13"                 | 6.2                | 139                  | 2005-12            | 12.341            |
| Versioni a gasolio         |                                |        |                |                |               |                    |              |                     |                    |                      |                    |                   |
| Clio Campus/Storia 1.5 dCi | base, Confort, Dynamique       | K9K    | 1461           | 65/3750        | 160/1900      | 960                | 163          | 14"9                | 4.6                | 115                  | 2007-12            | 12.376            |
| Clio Campus/Storia 1.5 dCi | base, Confort, Dynamique       | K9K    | 1461           | 68/4000        | 160/1700      | 960                | 168          | 15"                 | 4.5                | 115                  | 2005-07            | 13.741            |
| Clio Campus/Storia 1.5 dCi | Dynamique                      | K9K    | 1461           | 85/3750        | 200/1900      | 990                | 176          | 11"2                | 4.7                | 111                  | 2007-09            | 14.626            |
| Versioni bi-fuel           |                                |        |                |                |               |                    |              |                     |                    |                      |                    |                   |
| Clio Campus/Storia 1.2 GPL | Confort                        | D7F    | 1149           | 58/5250        | 93/2500       | 900                | 158          | 16"4                | 7.7                | 126                  | 2006-09            | 11.801            |
| Note:                      |                                |        |                |                |               |                    |              |                     |                    |                      |                    |                   |

## Renault Clio Storia
La Clio Storia era sostanzialmente un restyling della seconda serie della Renault Clio. Nel 2005 infatti debuttò la terza generazione della famosa utilitaria francese, che però aumentava di molto le sue dimensioni seguendo la tendenza del momento per le auto di quel segmento, come la Fiat Grande Punto e la Peugeot 207. Per colmare il vuoto che si sarebbe creato tra la piccola Renault Twingo e la nuova generazione della Clio, Renault decise di mantenere in listino la seconda generazione con qualche ritocco estetico e interno, che tuttavia, pur essendo quasi identica alla vecchia Clio, diventò in listino un modello a sé stante.
Si andava a collocare, con una gamma poco ampia e dai prezzi più bassi della nuova Clio, in una nuova fascia di mercato creata appunto dalla divisione del segmento B dovuta alla crescita delle dimensioni delle utilitarie, dove si trovava a competere con le antenate delle nuove concorrenti della Clio, anch'esse debitamente ingrandite, ovvero la Fiat Punto (rinominata Fiat Punto Classic) e la Peugeot 206 (rimasta in listino accanto all'erede 207 e rinnovata nel 2009, assumendo la denominazione Peugeot 206 Plus).

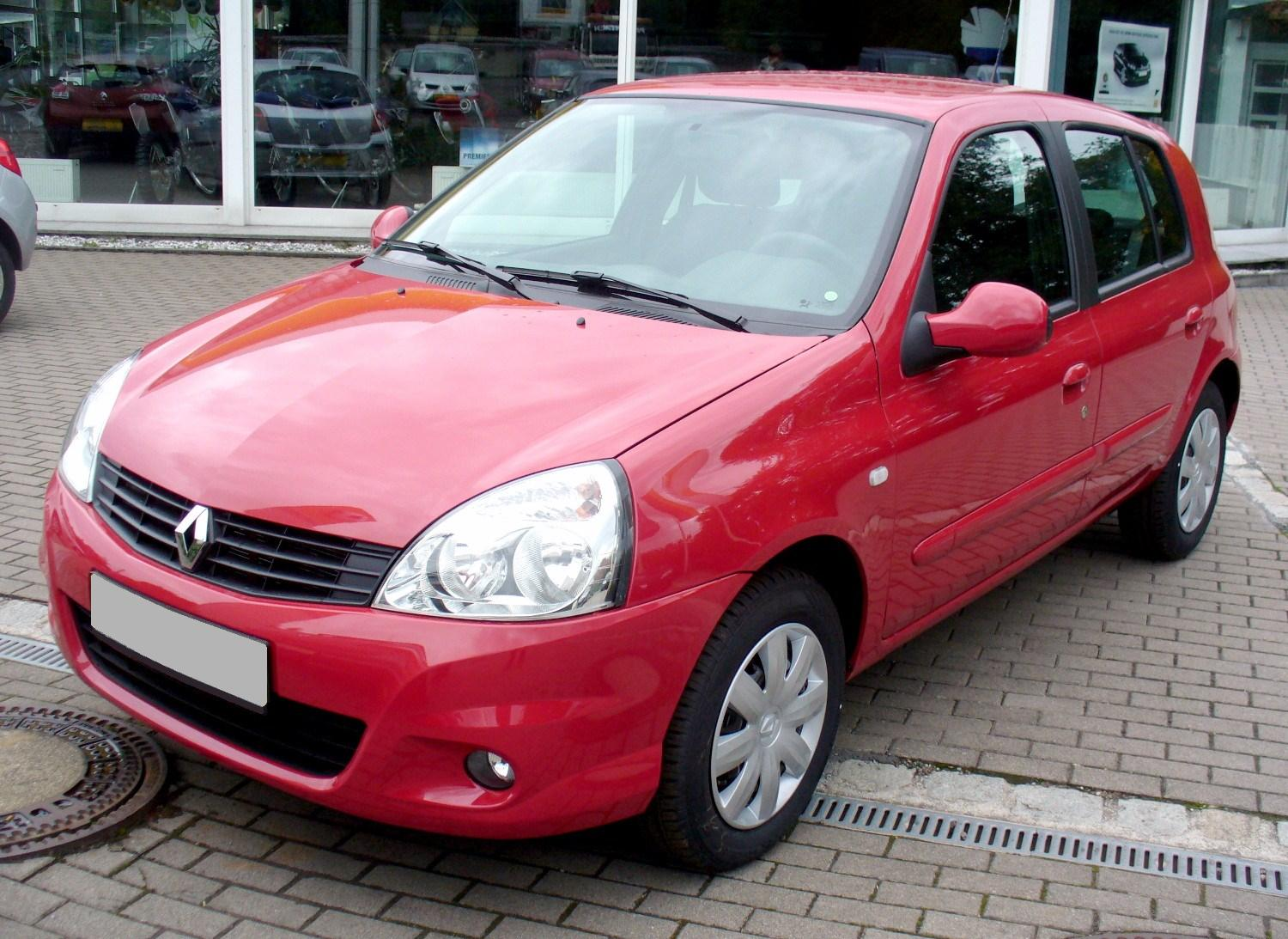
La versione ristilizzata nel 2009, in produzione fino al 2011

Inizialmente la Clio Storia era disponibile sia in versione a 3 che a 5 porte, ma nel 2008 rimase solo quest'ultima versione, per permettere di abbassare ulteriormente i prezzi senza competere "in casa" con la nuova versione della Twingo. I motori, invece, erano il 1.2 benzina da 58CV, un benzina 1.2 16 valvole che sviluppa una potenza di 75, il diesel 1.5 dCi da 64 CV, il diesel 1.5 dci Dynamique 5 porte da 85 cavalli di potenza e una versione GPL sul 1.2 benzina 60 cv. I prezzi sono variabili da 10.000 e 15.000 euro.
Nel luglio del 2009 è stata soggetta a un ulteriore lieve restyling in cui le è stato ritoccato il paraurti e la griglia anteriore, ringiovanendone il frontale.
All'inizio di gennaio 2011, la Clio Storia è uscita definitivamente dai listini italiani e dalla maggior parte dei mercati europei, pur rimanendo ancora in vendita in Francia: nel 2012, in concomitanza con il lancio della quarta generazione della Clio, per il solo mercato francese è stata introdotta l'ultima edizione speciale della Clio Storia, un'edizione di commiato denominata Bye Bye, come per tutti i modelli Renault di maggior successo (come fu in passato anche per la Renault 4 e per la Supercinque). Pertanto, nell'autunno 2012, la Clio Storia esce definitivamente di produzione.

## Attività sportiva
In Brasile, con l'arrivo sul mercato della seconda generazione della Renault Clio, è stato creato un campionato monomarca riservato ad una sua versione ad alte prestazioni. Denominata Renault Clio Super Cup, tale serie aveva in dotazione vetture dotate di un telaio tubolare avvolto da una carrozzeria in fibra di vetro dotata di numerose appendici aerodinamiche. Il propulsore era un Renault 4 cilindri 16 valvole 2.0 da 235 CV di potenza. Furono sviluppate con la collaborazione dell'ex pilota di Formula 1 Tarso Marques.